# Sergei Petrowitsch Kljugin
Sergei Petrowitsch Kljugin (russisch Сергей Петрович Клюгин, engl. Transkription Sergey Klyugin; * 24. März 1974 in Kineschma, Oblast Iwanowo) ist ein ehemaliger russischer Hochspringer und Olympiasieger.
Nach einem zweiten Platz bei den Junioreneuropameisterschaften 1991 und einem fünften Platz bei den Juniorenweltmeisterschaften 1992 sprang Kljugin 1997 erstmals über 2,30 Meter. Bei den Weltmeisterschaften 1997 in Athen belegte er mit 2,29 Meter den elften Platz. Im Jahr darauf sprang er beim Meeting Weltklasse Zürich mit 2,36 Metern seine Besthöhe. Bei den Europameisterschaften 1998 in Budapest gewann er mit 2,32 Metern Bronze hinter dem Polen Artur Partyka und dem Briten Dalton Grant.
Sein größter Erfolg war der Olympiasieg bei den Olympischen Spielen 2000 in Sydney. Ihm gelang als einzigem Wettkämpfer ein Sprung über 2,35 Meter; weitere sechs Springer hatten 2,32 Meter überquert, scheiterten dann aber bei einsetzendem Regen an 2,35 Metern. Silber gewann der kubanische Weltrekordler Javier Sotomayor. Bei den Weltmeisterschaften 2001 in Edmonton wurde Sotomayor Vierter mit 2,33 Metern, Kljugin belegte zusammen mit Stefan Holm den fünften Platz mit 2,30 Metern. Nachdem Sotomayor später rückwirkend wegen Dopings gesperrt wurde, rückten Holm und Kljugin auf den vierten Platz vor.
Kljugin wurde 2000 und 2001 russischer Meister. Bei einer Körpergröße von 1,92 m betrug sein Wettkampfgewicht 82 kg.